# Nitocrella stammeri
Nitocrella stammeri är en kräftdjursart som beskrevs av Claude Chappuis 1938. Nitocrella stammeri ingår i släktet Nitocrella och familjen Ameiridae. Inga underarter finns listade i Catalogue of Life.